# Pelinopsis bimaculalis
Pelinopsis bimaculalis là một loài bướm đêm trong họ Crambidae.